# 尼爾卡河 (波爾特瓦河支流)
尼爾卡河（烏克蘭語：Нірка），是烏克蘭西部的河流，屬於波爾特瓦河的右支流。該河發源自科爾基，流經赫梅利尼茨基州的赫梅利尼茨基區，河道全長16公里，流域面積45.1平方公里。